# Adoption
Adoption (lateinisch adoptio) oder Annahme an Kindes statt oder Annahme als Kind bezeichnet die rechtliche Begründung eines Eltern-Kind-Verhältnisses zwischen dem Annehmenden und dem Kind ohne Rücksicht auf die biologische Abstammung. Sowohl leiblich verwandte als auch leiblich nicht verwandte Personen können adoptiert werden; letztere nehmen rechtlich den Platz einer verwandten Person in einer Adoptivfamilie ein. Die familienrechtlichen Beziehungen zwischen dem adoptierten Kind und seinen Herkunftseltern erlöschen im Regelfall. Bei der Adoption von Volljährigen oder naher Verwandter gelten teilweise abweichende Regelungen.

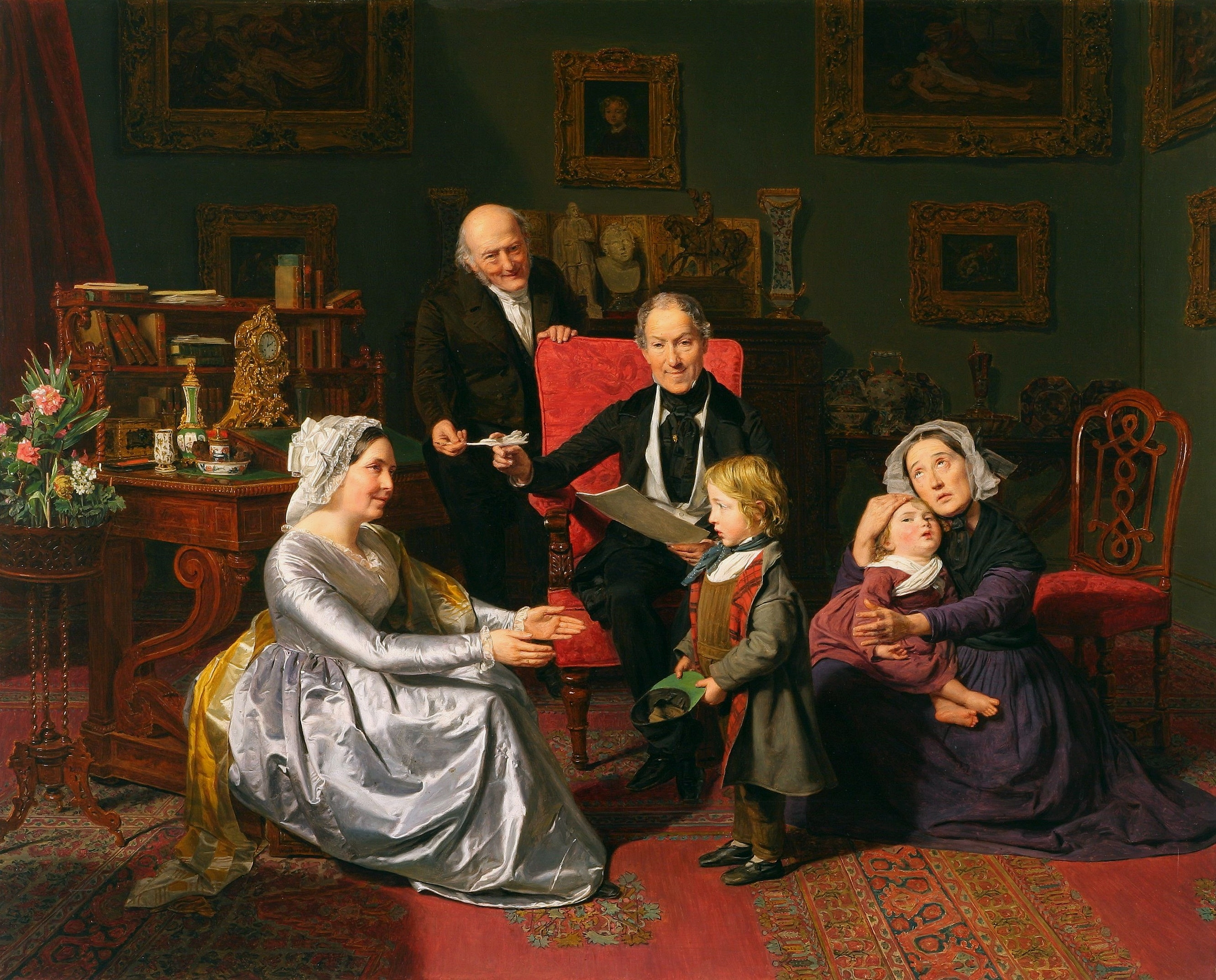
The Adoption (Gemälde von Ferdinand Georg Waldmüller 1847)

## Historisches
Das Rechtsinstitut der Adoption kam mit dem römischen Recht in den deutschen Sprachraum (zur adoptio siehe Adoption im römischen Reich). Eine besondere Form stellte dabei das Adoptivkaisertum dar: Es war eine Periode der Römischen Kaiserzeit, in der die Nachfolge in der Herrschaft regelmäßig durch Adoption bestimmt wurde (98 bis 180 n. Chr.). Dabei ging es um die Auswahl des jeweils geeignetsten Kandidaten als Nachfolger. Die moderne Forschung hat diese idealisierende Sichtweise mittlerweile relativiert. In England, wo das römische Recht sehr wenig Eingang gefunden hat, war sie noch Ende des 19. Jahrhunderts unbekannt.
In Frankreich ist die Adoption erst durch den Code civil von Napoleon I. eingeführt worden. Dort war sie stärker eingeschränkt, weil nach ihm nur Volljährige an Kindes statt angenommen werden dürfen, und nur dann, wenn sie entweder dem Adoptivvater das Leben gerettet haben oder von diesem sechs Jahre lang ununterbrochen während ihrer Minderjährigkeit mit Unterhalt versorgt wurden.
In Österreich wurde wie in Preußen eine richterliche Bestätigung des Adoptionsvertrags gefordert. So bestimmte das Preußische Landrecht, dass durch die Adoption die rechtlichen Verhältnisse zwischen den Adoptierten und ihrem leiblichen Vater in keiner Weise verändert werden sollen, dass zwar das Adoptivkind gegen den Adoptivvater alle Rechte eines leiblichen Kindes erwerbe, nicht aber auch umgekehrt, indem der Adoptivvater keine Ansprüche auf das Vermögen des Kindes erhält. Ferner musste in Preußen die Annahme eines Kindes stets in einem schriftlichen Vertrag und vor Gericht geschehen, und nur Personen, welche über 50 Jahre alt waren, durften adoptieren.
Das sächsische bürgerliche Gesetzbuch erforderte neben einem gerichtlichen Vertrag auch die Genehmigung des Landesherrn, der jedoch von dem Erfordernis des erfüllten 50. Lebensjahrs aufseiten des Annehmenden und der Altersdifferenz von wenigstens 18 Jahren befreien konnte. Den Vätern war erlaubt, ihren unehelichen Kindern nicht bloß auf dem Weg der Legitimation, sondern auch durch Adoption zu den Rechten ehelicher Kinder zu verhelfen.
Im germanischen Stammesrecht (Lex Salica) konnte durch Affatomie ein Kind angenommen und zugleich als Erbe eingesetzt werden.

## Rechtslage in einzelnen Ländern und Rechtsordnungen

### Römische Antike
In der römischen Republik war die adoptio („Annahme an Kindes statt“) ein üblicher Vorgang, vor allem in der Oberschicht und bei den Senatoren.

### Bürgerliches Recht der Gegenwart
Zur Adoption nach bürgerlichem Recht in einzelnen Ländern, siehe:
- Adoption nach deutschem Recht
- Adoption nach österreichischem Recht
- Adoption nach Schweizer Recht
- Adoption in den USA

### Kanonisches Recht
In der römisch-katholischen Kirche wird ein Wahlkind vom kanonischen Recht anerkannt, sofern es nach weltlichem Recht adoptiert wurde.

### Islamischer Rechtsraum
In Ländern, welche der herkömmlichen Deutung des islamischen Rechts (Scharia) folgen, ist eine rechtliche Adoption nach westlichem Maßstab nicht möglich (außer Indonesien, Malaysia, Somalia, Tunesien und Türkei). Dies ergibt sich aus der Tradition des Korans, so wird in Sure 33: al-Ahzab (4–5) von „Nennsöhnen“ gesprochen (übersetzt zu „Adoptivsöhne“), die Gott „nicht zu euren (wirklichen) Söhnen gemacht“ hat. Solche Kinder gelten in keiner Form als verwandt mit ihrer Adoptionsfamilie. Die Aufnahme und Sorge für Waisenkinder wird dennoch als religiös verdienstvoll angesehen und unter der Bezeichnung „Kafala“ rechtlich geregelt; dies begründet aber keine rechtliche Verwandtschaft und entspricht eher einem Pflegschaftsverhältnis.
Diese Regelung hat zu Problemen bei der Anerkennung von in islamischen Ländern angenommenen Kindern bei Umsiedlung der Familien nach Europa geführt, weil das rechtliche Verhältnis zu den leiblichen Eltern bestehen bleibt. So bestätigte der Europäische Gerichtshof für Menschenrechte die französischen Instanzen gegen die Anerkennung eines Adoptionsverhältnisses aufgrund einer Kafala-Entscheidung in Algerien.

## Supranationale Regelungen und Abkommen

### Haager Übereinkommen zur Internationalen Adoption
Das Haager Übereinkommen vom 29. Mai 1993 über den Schutz von Kindern und die Zusammenarbeit auf dem Gebiet der internationalen Adoption (Convention of 29 May 1993 on Protection of Children and Co-operation in Respect of Intercountry Adoption) zielt auf die Sicherstellung des Kindeswohls und die Wahrung der Grundrechte bei internationalen Adoptionen, insbesondere die Verhinderung von Kinderhandel durch Beachtung fachlicher Standards bei internationalen Adoptionen, Zusammenarbeit der Vertragsstaaten ausschließlich über zentrale Behörden im Wege eines standardisierten Verfahrens und Sicherung der gegenseitigen Anerkennung von Adoptionsentscheidungen in allen Vertragsstaaten.
Jeder Vertragsstaat ist gehalten, Anstrengungen zu unternehmen, dass ein Kind in seiner Herkunftsfamilie bleiben kann. Erst als letzter Schritt kommt die internationale Adoption in Betracht. In jedem Fall gibt es nach nationalem Recht der Nationalstaaten von Kind und Eltern jeweils eine behördliche oder gerichtliche Einzelfallentscheidung. In Deutschland ist die Bundeszentralstelle für Auslandsadoption zuständig.

### Europäisches Übereinkommen über die Adoption von Kindern
Das Europäische Übereinkommen über die Adoption von Kindern des Europarats vom 24. April 1967 wurde von 19 Staaten gezeichnet und von 16 Staaten ratifiziert, darunter die Bundesrepublik Deutschland. Eine revidierte Fassung dieses Übereinkommens haben bislang (Stand: Juli 2021) 18 Mitgliedsstaaten des Europarats unterzeichnet und 10 Staaten ratifiziert, darunter Deutschland.

## Statistische Daten zur Adoption
|  01–5  05–10  10–25  25–50  50–100 | 000 |  0100–250  0250–500  0500–1000  1000–2000  > 2000 |

2015: Herkunft der Adoptivkinder bei transnationalen Adoptionen in den USA:

Im Jahr 2023 wurden in Deutschland 3601 Kinder adoptiert, der niedrigste Wert seit 1990. Die Anzahl der Adoptionen war auch zwischen 1994 und 2009 rückläufig. Im Jahr 2008 wurden noch 2950 Kinder aus dem Inland und 1137 Kinder aus dem Ausland adoptiert. 2012 wurden 3886 Kinder adoptiert.
In den Vereinigten Staaten wurden im Jahr 2009 rund 13.000 ausländische Kinder adoptiert. Das sind mehr als in allen anderen Staaten der Welt zusammen.

## Transnationale Adoption

### Geschichte
Adoptionen nach dem Verständnis, dass ein Kind bei Personen aufwächst, die nicht die biologischen Eltern sind, aber das Kind nach den regionalen Normen der Eltern-Kind-Beziehung und oft auch innerhalb der gleichen Kultur großziehen, gab es vermutlich in allen Gesellschaften zu jeder Zeit. Transnationale Adoptionen hingegen sind ein relativ neues Phänomen des 20. Jahrhunderts. Nach Ende des Zweiten Weltkrieges sahen sich die Amerikaner in der Verantwortung gegenüber tausender durch den Krieg bedingter Waisenkinder in Europa, insbesondere in Deutschland und Griechenland, und adoptierten diese gemäß dem US Displaced People’s Act of 1948 und dem Refugee Act of 1953.
Die zweite Adoptionswelle ereignete sich nach dem Koreakrieg, der ebenfalls viele Kinder elternlos zurückließ. Zwischen 1953 und 1962 wurden circa 15.000 Kinder hauptsächlich aus Korea oder anderen asiatischen Ländern adoptiert. Hinzu kam hier, dass sich diese Kinder – im Gegensatz zu den Adoptionskindern des Zweiten Weltkrieges – äußerlich stark von ihren Adoptiveltern unterschieden. Ein Teil der adoptierten Kinder gingen auch aus Beziehungen zwischen koreanischen Frauen und amerikanischen Soldaten hervor.
Auch andere Krisen wie etwa der Biafra-Krieg lösten solche Adoptionen aus. Primäre Motivation für eine Adoption war zu jener Zeit nicht die eigene Kinderlosigkeit, sondern eine moralische Verantwortung gegenüber den Waisenkindern im Allgemeinen. Hinzu kam teilweise die Wut über den Umgang mit jenen ‚Mischlings-Kindern‘ in ihren Herkunftsländern, die dort als Nicht-Personen behandelt wurden. Diese eher philanthropische Haltung änderte sich jedoch über die Jahre, so dass heute transnationale Adoptionen vor allem von kinderlosen Paaren angestrebt werden. Auch die Herkunftsländer erstrecken sich mittlerweile über den gesamten Globus, wobei zumeist von den armen Ländern in die reichen adoptiert wird. Zudem sanken in vielen europäischen Ländern die Zahlen von inländisch verfügbaren Adoptionskindern in den letzten Jahrzehnten drastisch unter anderem aufgrund der Verbreitung von Verhütungsmitteln und der sozial und ökonomisch besseren Stellung von Singlemüttern und dem Vorziehen von Pflegschaften anstelle von Adoption. Zusätzlich stiegen die Infertilitätsraten an, so dass viele Paare auf transnationale Adoptionen angewiesen waren.
In den 1950er- und 1960er-Jahren wurden uneheliche Kinder von Gastarbeiterinnen in der Schweiz oft international adoptiert. Bekannt ist etwas die Rolle der St. Galler Fürsorgerin und Adoptionsvermittlerin Alice Honegger.

### Akteure und soziale Prozesse
Die zahlreichen Akteure, die in den Prozess einer transnationalen Adoption involviert sind, und die jeweiligen Beziehungen zueinander reichen von der privaten bis zur makro-politischen Ebene auf einem globalen Level. Es seien hier nur einige der Beziehungen genannt wie die zwischen Nationalstaaten, zwischen internationalen und nationalen Behörden, zwischen den erwartenden Eltern und den öffentlichen Behörden, die über ihre Bewerbung entscheiden und vor allem die Beziehung zwischen dem Adoptivkind und seinen Adoptiveltern bzw. seinen biologischen Eltern.
Neben den rechtlichen Hürden legt Howell besonderen Wert auf die sozialen Prozesse, die notwendig sind, um eine transnationale Adoption erfolgreich durchführen zu können. In diesem Zusammenhang führt sie ihr Konzept des kinning (verwandt-machens) an: „By kinning I mean the process by which a foetus or newborn child is brought into a significant and permanent relationship with a group of people, and the connection is expressed in a conventional kin idiom“. Kinning, so schreibt sie, besteht aus drei Aspekten:
- verwandt machen durch die Natur („kin by nature“)
- verwandt machen durch Pflege („kin by nurture“)
- verwandt machen durch das Gesetz („kin by law“)

Adoptionen in Europa sind vorwiegend durch letztere zwei bestimmt.
Im Rahmen von Adoptionen ist es zunächst notwendig, dass die zu adoptierende Person entverwandt (de-kinning) wird, d. h. das bisherige Verwandtschaftsbeziehungen gelöst werden müssen oder keine vorhanden waren, wie das bei Neugeborenen, die gleich nach der Geburt zur Adoption freigegeben werden, der Fall ist. Nach Howell sind transnationale Adoptionen deshalb möglich, weil die Kinder, die zur Adoption freigegeben werden, im sozialen Sinne „nackt“ sind: „The child is denuded of all kinship“, eine „Nicht-Person“, die von ihren bisherigen Verwandten verlassen (abandoned) wurde. Im weiteren Verlauf der Adoption erfährt ein derartig autonomes, nicht-soziales Individuum wiederum den Prozess des kinnings, der es mit einem neuen Set an Verwandtschaftspersonen ausstattet und zu einer verwandten Person in der Adoptionsfamilie macht.
Auch Barbara Yngvesson zeigt die zentrale Bedeutung der Auflösung alter Verwandtschaftsbeziehungen auf: Die radikale amerikanische Variante sieht vor bei Adoptionen vorangegangene Verwandtschaftsbeziehungen vollständig zu löschen und sämtliche Hinweise auf Verbindungen zur Abstammungsfamilie zu beseitigen. Durch die Konstruktion von scheinbar genealogischen Verwandtschaftsbeziehungen zur Adoptivfamilie soll zumindest auf dem Papier eine natürliche Verwandtschaftsbeziehung entstehen. Dafür werden die Adoptiveltern als Geburtseltern in die Geburtsurkunde des Kindes eingetragen, die leibliche Mutter wird quasi gelöscht.

### Rechtliche Wirkungen
Hinsichtlich der rechtlichen Wirkungen einer Adoption unterscheidet man zwischen einer Volladoption, einer starken Adoption und einer schwachen Adoption. Die Kafala hingegen ist mit einer Vormundschaft vergleichbar und gelten in Europa ggf. nicht als Adoption (siehe hierzu auch: #Islamischer Rechtsraum). In manchen Fällen verschwimmen bisweilen auch die Grenzen zwischen transnationalen Adoptionen und lokalen Kindspflegschaften, die ansonsten in der Literatur unterschieden werden. In diesen Fällen ist Howells Konzept nur in Bezug auf die rechtliche Komponente anwendbar. Wenn zum Beispiel eine Ghanaerin, die in Europa lebt, ihre Nichte nachholen möchte, um für sie in Europa zu sorgen, wäre dies aus ihrer Sicht eine Kindspflegschaft. Um den staatsbürgerrechtlichen Anforderungen Genüge zu tun, würde sie sie adoptieren. Derartige transnationale Adoptionen, die aus der Sicht der Betroffenen eigentlich lediglich eine Kindspflegschaft ermöglichen, gibt es immer häufiger.

### Illegale Auslandsadoptionen
Nach Recherchen von niederländische Investigativ-Journalisten sollen in den 1980er-Jahren über 11.000 Säuglinge illegal und mit gefälschten Papieren aus Sri Lanka nach Europa vermittelt worden sein, die ihren Eltern wenige Tage nach ihrer Geburt abgekauft oder gestohlen worden waren. Berichtet wurde auch von „Baby-Farmen“ für den Kinderhandel; teils sollen Frauen vergewaltigt worden sein, um die Kinder anschließend zu verkaufen. Zum Zweck der Aufklärung wurde die Einrichtung einer DNA-Datenbank angekündigt. In der Schweiz haben der Bundesrat und die Konferenz der Kantonalen Justiz- und Polizeidirektorinnen und -direktoren (KKJPD) ihr Bedauern gegenüber den Adoptierten und ihren Familien in Bezug auf Verfehlungen der Schweizer Bundes- und Kantonsbehörden ausgedrückt. Die KKJPD unterstützt den Verein „Back to the Roots“, der adoptierten Personen auf der Suche nach ihrer Identität Hilfe anbietet.

## Stiefkindadoption
Bei der Stiefkindadoption ist der Annehmende mit einem Elternteil des Angenommenen verheiratet oder verpartnert (für Ausnahmen siehe unten). Das Besondere an der Stiefkindadoption ist, dass – anders als bei anderen Adoptionen – das rechtliche Abstammungsverhältnis zu dem mit dem Annehmenden verheirateten oder verpartnerten Elternteil aufrechterhalten und nur das Abstammungsverhältnis zum anderen leiblichen Elternteil beendet wird. Dadurch wird das Kind ein gemeinsames Kind der Eheleute oder Lebenspartner.
In Deutschland stellten Stiefkindadoptionen 2021 etwa ein Drittel aller Adoptionen dar.
Für Stiefkindadoptionen gegen den Willen eines leiblichen Elternteils in Deutschland hat der Bundesgerichtshof mit Beschluss vom 23. März 2005 (Az.: XII ZB 10/03) hohe Anforderungen aufgestellt. Neben allgemeinen Voraussetzungen für das Ersetzen der Zustimmung zu einer Kindesadoption durch das Gericht muss die Adoption einen so erheblichen Vorteil für das Kind bieten, dass ein verständig sorgender Elternteil sich nicht dagegen stellen würde. Soll also durch Adoption lediglich das Umgangsrecht des Vaters vereitelt oder die Stiefvater-Kind-Beziehung rechtlich abgesichert werden, ist dies nicht ausreichend. Das Bundesverfassungsgericht nahm in einer späteren Entscheidung auf das BGH-Urteil zustimmend Bezug.

### Unverheiratete Paare
Die Stiefkindadoption war lange Zeit ein Vorrecht verheirateter Paare. Durch die Änderung des Lebenspartnerschaftsgesetzes wurde sie zum 1. Januar 2005 in Deutschland für gleichgeschlechtliche Paare geöffnet (LPartG § 9 Absatz 7). Das 2009 beschlossene österreichische Gesetz zur Eingetragenen Partnerschaft ermöglichte dies jedoch nicht. Am 19. Februar 2013 rügte der Europäische Gerichtshof für Menschenrechte dieses Verbot in Österreich. Die österreichische Bundesregierung kündigte daraufhin eine neue Gesetzesvorlage an, die die Adoption von Stiefkindern erlauben soll. Das Gesetz zur Erlaubnis der Stiefkindadoption wurde im Parlament verabschiedet und trat zum 1. August 2013 in Österreich in Kraft.
In Deutschland schloss der Bundesgerichtshof in einer Entscheidung vom 8. Februar 2017 aus, dass eine Stiefkindadoption im Rahmen einer nichtehelichen Lebensgemeinschaft dazu führen kann, dass beide nichteheliche Lebensgefährten gemeinsam Eltern des Kindes werden können. Am 26. März 2019 entschied das Bundesverfassungsgericht jedoch, dass dieser generelle Ausschluss nicht verheirateter Lebensgefährten von der Stiefkindadoption verfassungswidrig ist. Der Gesetzgeber musste bis zum 31. März 2020 eine Neuregelung treffen, bis dahin durften die bisherigen Regelungen des § 1754 Absätze 1 und 2 BGB sowie § 1755 Abs. 1 Satz 2 und Absatz 2 BGB nicht weiter angewendet werden. Der seit 31. März 2020 geltende § 1766a BGB sieht vor, dass unverheirateten Paaren die Möglichkeit zur Stiefkindadoption offensteht, wenn sie seit mindestens vier Jahren zusammenleben oder als Eltern eines gemeinschaftlichen Kindes mit diesem eheähnlich zusammenleben.

## Volljährigenadoption

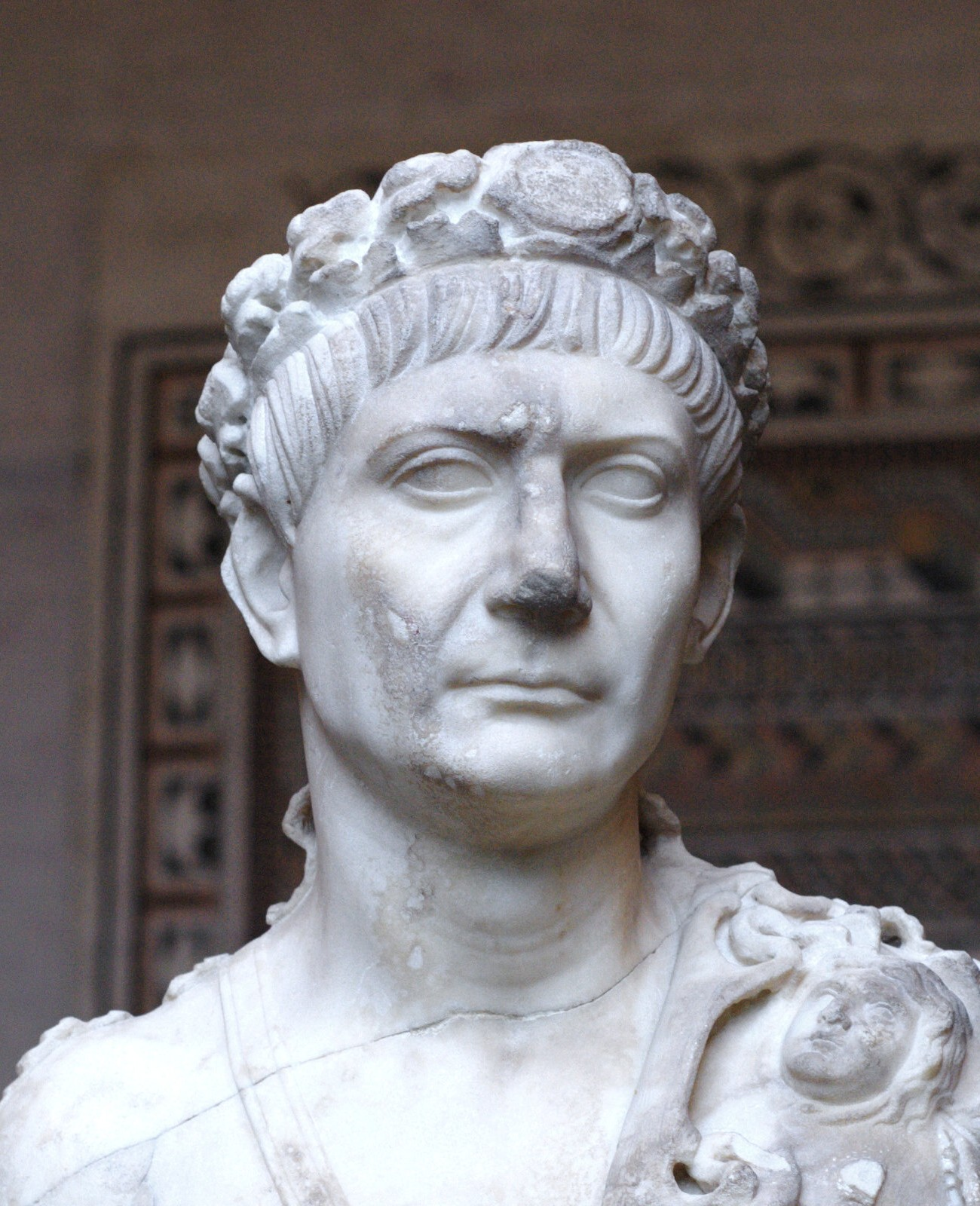
Trajan wurde im Jahr 97 als Erwachsener von Nerva adoptiert, womit das Adoptivkaisertum begann.

Auch ein Volljähriger kann nach deutschem Recht als Kind angenommen werden. Voraussetzung ist, dass die Annahme „sittlich gerechtfertigt ist“ (§ 1767 Abs. 1 BGB). Dies ist insbesondere dann der Fall, wenn zwischen dem annehmenden (Stief-)Elternteil und dem anzunehmenden (Stief-)Kind bereits ein Eltern-Kind-Verhältnis entstanden ist. Die Volljährigenadoption bedeutet nicht, dass der Adoptierte damit die Bindungen zu seinen leiblichen Eltern aufgeben muss. Denn im Unterschied zur Adoption Minderjähriger tritt ein volljähriger Adoptierter (und dessen Nachfahren) grundsätzlich nur in ein Verwandtschaftsverhältnis zum annehmenden Elternteil ein, nicht jedoch zu dessen Familie (§ 1770 Abs. 1 BGB). Die Volljährigenadoption hat damit nur geringere erbrechtliche Konsequenzen als die Adoption eines Kindes. Die derart adoptierten Kinder (und deren Nachfahren) werden damit doppelt erbberechtigt. Sie sind dann gesetzliche Erben sowohl ihrer beiden leiblichen Eltern (als Ursprungfamilie) als auch des Annehmenden.
Die Blutsverwandten der so adoptierten Volljährigen sind weiterhin mit ihnen verwandt und erbberechtigt (§ 1770 Abs. 2 BGB). Hingegen entstehen durch diese Adoption aber keine Verwandtschaft und keine Erbberechtigung zwischen den adoptierten Stiefkindern und der sonstigen blutsverwandten Familie des annehmenden (Stief-)Elternteils.

## Adoption durch gleichgeschlechtliche Paare

### Adoption des Partners anstatt einer Eheschließung
Vor der gesetzlichen Verankerung der eingetragenen Lebenspartnerschaft kam es nicht selten vor, dass innerhalb einer gleichgeschlechtlichen Beziehung einer der Partner den anderen adoptierte, um die gegenseitige Zugehörigkeit zu bekräftigen und ihr eine rechtliche Basis, beispielsweise in Bezug auf das Erbrecht, zu schaffen. Als Homosexualität an sich verboten oder sittenwidrig war, machte man dies wohl auch, um die wahren Beweggründe des Zusammenlebens zu verschleiern. Gustaf Gründgens und Robert T. Odeman sind prominente Beispiele, die gleichgeschlechtliche Erwachsene adoptierten, ebenso die lesbische Enkelin des IBM-Firmengründers Watson.

### Adoption eines Kindes

#### Durch gleichgeschlechtliche Paare

Adoptionen durch gleichgeschlechtliche Paare
gemeinschaftliche Adoption legal
nur Stiefkindadoption legal
Gleichgeschlechtliche Ehe, aber kein Adoptionsrecht
keine Form der Adoption legal, oder unbekannt

Die Frage, ob gleichgeschlechtliche Paare Kinder adoptieren dürfen sollen, löst immer wieder heftige Diskussionen aus.
In Deutschland steht gleichgeschlechtlichen Paaren seit 2005 die Stiefkindadoption offen, so dass Kinder nun rechtlich zwei Eltern desselben Geschlechts haben können. Die gemeinsame Annahme von Kindern ist gleichgeschlechtlichen Paaren (Lebenspartnern) rechtlich bis 2017 nicht möglich gewesen. Hingegen erklärte das Bundesverfassungsgericht die Beschränkung der Möglichkeit eingetragener Lebenspartner, ein bereits von einem Lebenspartner adoptiertes Kind nachfolgend durch den anderen Lebenspartner zu adoptieren (Sukzessivadoption), für verfassungswidrig. Das Änderungsgesetz vom 20. Juni 2014 setzt die Entscheidung des Bundesverfassungsgerichts um. Seit Oktober 2017 steht gleichgeschlechtlichen Paaren die Ehe offen, womit sie auch gemeinschaftlich nichtleibliche Kinder adoptieren können.
In den folgenden europäischen Ländern ist die gemeinsame Adoption durch gleichgeschlechtliche Paare inzwischen erlaubt: Andorra, Belgien, Dänemark, Deutschland (seit 1. Oktober 2017), Estland (seit 2024), Finnland, Frankreich, Griechenland (seit 2024), Irland, Island, Kroatien, Liechtenstein (seit 1. Juni 2023), Luxemburg, Malta, Niederlande, Norwegen, Österreich (seit 2016), Portugal (seit 2016), Schweden, Schweiz (seit 1. Juli 2022), Slowenien (seit 8. Juli 2022), Spanien und Vereinigtes Königreich.
In San Marino und Tschechien (seit 2024) ist nur eine Stiefkindadoption erlaubt.
Außerhalb Europas ist die gemeinschaftliche Adoption in Kanada, Südafrika, Israel, Argentinien, Brasilien, Chile, Costa Rica, Kuba (ab September 2022), Neuseeland, Uruguay, den Vereinigten Staaten (Ausnahme: Mississippi), Kolumbien, Australien und in einigen Bundesstaaten Mexikos erlaubt.

#### Durch Einzelpersonen
2002 lehnte der Europäische Gerichtshof für Menschenrechte (EGMR) die Adoption durch Einzelpersonen noch ab:

„Ein Kind soll mit einer Familie versorgt werden, nicht eine Familie mit einem Kind.“

Im Januar 2008 entschied der EGMR jedoch, dass homosexuellen Menschen der Zugang zur Adoption nicht aufgrund ihrer Homosexualität verwehrt werden darf. Das Urteil besagt, dass alle Gesetze und Regelungen in den Mitgliedsstaaten des Europarates, die die Genehmigung einer Adoption aufgrund der homosexuellen Orientierung des Adoptionswilligen ablehnen, gegen den Art. 14 Europäische Menschenrechtskonvention (EMRK) verstoßen. Soweit ein Mitgliedsstaat des Europarates die Adoption durch eine Einzelperson zulässt, ist diese somit in den Mitgliedsstaaten des Europäischen Rates unabhängig von der sexuellen Orientierung zu gewähren.

## Praktiken in anderen Kulturen
In vielen Gesellschaften – v. a. außerhalb Europas und Amerikas – werden Adoptionen auf lokaler Ebene verhandelt. Sie können beispielsweise mit einer Zeremonie verbunden sein, welche durch eine Scheinentbindung, Saugenlassen an der Mutterbrust oder am Daumen den Empfang eines wirklichen Leibeserben symbolisiert. Dabei gilt es zu beachten, dass der Begriff der Adoption in vielen Fällen schnell an seine Grenzen gerät und nur begrenzt lokale Praktiken beschreiben kann, die neben der kommunitären Verantwortungsteilung, der Prävention von Kinderarmut und der Weitergabe von Traditionen und lokalem Wissen eine Vielzahl sozialer Zwecke erfüllen. Siehe hierzu den Beitrag zu Pflegekind.

## Bekannte Adoptionen (Auswahl)
- Steve Jobs (1955–2011), US-amerikanischer Unternehmer und Mitgründer sowie langjähriger CEO von Apple
- Marilyn Monroe (1926–1962), US-amerikanische Schauspielerin
- Bill Clinton (* 1946), 42. Präsident der Vereinigten Staaten
- Philipp Rösler (* 1973), deutscher Politiker (FDP), ehemaliger Bundesminister für Gesundheit und für Wirtschaft und Technologie